# دفت پانک
دَفتْ پانک (انگلیسی: Daft Punk) یک گروه دونفرهٔ فرانسوی موسیقی الکترونیک بود که در سال ۱۹۹۳ توسط گی-مانوئل دو اومم-کریستو و توما بانگلتر در پاریس تشکیل شد و تا سالِ ۲۰۲۱ فعال بود. این گروه که معمولاً به‌عنوان یکی از الهام‌بخش‌ترین فعالین در تاریخ موسیقی رقص شناخته می‌شود، محبوبیت خود را در اواخر دههٔ ۱۹۹۰ به‌عنوان بخشی از جنبش موسیقی فرنچ هاوس کسب کرد. علاوه بر این، این گروه در سال‌های بعد نیز با ترکیب عناصر موسیقی هاوس با عناصری از سبک‌های فانک، تکنو، دیسکو، ایندی راک و پاپ به موفقیت‌هایی دست یافت.
پس از انحلال گروه ایندی راک دارلین، که توسط بانگلتر و اومم-کریستو تأسیس شده‌بود، این‌دو به کسب تجربه در زمینهٔ کار با ماشین‌های درام، سینث‌سایزر‌ها و تاک باکس مشغول شدند. نخستین آلبوم استودیویی دفت پانک با نام هوم‌ورک در سال ۱۹۹۷ توسط ویرجین رکوردز منتشر شد و بازخوردهای مثبتی نیز به‌همراه داشت و تک‌آهنگ‌های «سرتاسر جهان» و «د فانک» نیز در این آلبوم حضور داشتند. از سال ۱۹۹۹، اعضای این گروه با استفاده از کلاه‌خود، لباس و دستکش‌هایی برای حفظ هویت خود در زمان حضور در میان عوام، شخصیت‌های رباتی را برای خود برگزیدند؛ آن‌ها حضور بسیار کمی در رسانه‌ها داشتند و مدیریت فعالیت‌های آن‌ها از سال ۱۹۹۶ تا ۲۰۰۸ برعهدهٔ پدرو وینتر، رئیس اد بنگر رکوردز بود.
دومین آلبوم دفت پانک با نام اکتشاف (۲۰۰۱)، با توجه به حضور تک‌آهنگ‌های پرمخاطب «باری دیگر»، «عشق دیجیتال» و «سخت‌تر، بهتر، سریع‌تر، قوی‌تر»، به موفقیت بیشتری دست یافت. این آلبوم الهام‌بخش ساخت فیلم پویانمایی اینترستلا ۵۵۵۵ شد که تحت نظارت انیماتور ژاپنی، لیجی ماتسوموتو ساخته‌شد. آلبوم سوم دفت پانک، بالاخره انسان (۲۰۰۵)، با وجود کسب موفقیت تک‌آهنگ‌های «ربات راک» و «تکنولوژیک» در بریتانیا، با بازخوردهایی مختلط روبرو شد. اعضای گروه نخستین فیلم خود با نام الکتروما را که یک فیلم علمی-تخیلی آوانگارد بود را در سال ۲۰۰۶ کارگردانی کردند. آن‌ها در طول سال‌های ۲۰۰۶ و ۲۰۰۷ یک تور کنسرت برگزار کردند و آلبوم اجرای زنده‌ای با نام زنده ۲۰۰۷ که برندهٔ جایزه گرمی برای بهترین آلبوم الکترونیک/رقص شد را نیز منتشر کردند؛ این تور کنسرت به‌عنوان عامل محبوبیت موسیقی رقص در آمریکای شمالی شناخته می‌شود. موسیقی متن فیلم ترون: میراث محصول ۲۰۱۰ توسط دفت پانک تولید شده‌است.
در سال ۲۰۱۳، دفت پانک از شرکت ویرجین رکوردز جدا شد و به کلمبیا رکوردز پیوست و پس از آن آلبوم چهارم خود با نام حافظه های با دسترسی تصادفی را منتشر کرد که مورد تحسین قرار گرفت؛ تک‌آهنگ اصلی این آلبوم «کامیاب شو» بود که در ۳۲ کشور به جدول ۱۰ تک‌آهنگ برتر راه یافت. حافظه های با دسترسی تصادفی در سال ۲۰۱۴ موفق به کسب پنج جایزهٔ گرمی شد؛ این جایزه‌ها شامل آلبوم سال و بهترین آلبوم الکترونیک/دنس، ضبط سال، بهترین اجرای پاپ دونفره/گروهی برای قطعهٔ «کامیاب شو» بودند (یک جایزه برای بهترین آلبوم مهندسی غیر کلاسیک). در سال ۲۰۱۶، دفت پانک با تک‌آهنگ «استاربوی»، که با همکاری د ویکند تولید شده‌بود، تنها جایگاه اول خود در ۱۰۰ تک‌آهنگ داغ بیلبورد را کسب کرد.

### انحلالِ گروه
بانگلتر و هومم-کریستو در ۲۲ فوریه ۲۰۲۱ انحلال گروه و جدایی از یکدیگر را رسماً اعلام کردند. دوست و همکار آنها تاد ادواردز بعدتر توضیح داد که بنگلتر و هومم-کریستو پس از دفت پانک، به‌طور جداگانه فعال هستند.

## ترانه‌شناسی

### آلبوم‌های استودیویی
- هوم‌ورک (۱۹۹۷)
- اکتشاف (۲۰۰۱)
- بالاخره انسان (۲۰۰۵)
- حافظه های با دسترسی تصادفی (۲۰۱۳)

### موسیقی متن
- ترون: میراث (۲۰۱۰)

## جوایز و نامزدی‌ها
در اکتبر ۲۰۱۱، دفت پانک در فهرست «۱۰۰ دی‌جی برتر سال ۲۰۱۱» مجله دی‌جی در جایگاه بیست و هشتم قرار گرفت. این گروه در سال ۲۰۱۰ در همین فهرست در جایگاه ۴۴ قرار گرفته‌بود. در ۱۹ ژانویه ۲۰۱۲، دقت پانک در میان برترین گروه‌های موسیقی رقص تمام دوران میکس‌مگ در جایگاه دوم رده‌بندی شد. در این فهرست، پرادیجی با اختلاف امتیازی بسیار کم در جایگاه نخست قرار گرفته‌بود. این گروه همچنین در فهرست سالانهٔ ۱۰۰ دی‌جی برتر مجله دی‌جی در جایگاه ۴۴ قرار گرفت.